# 休伦湖

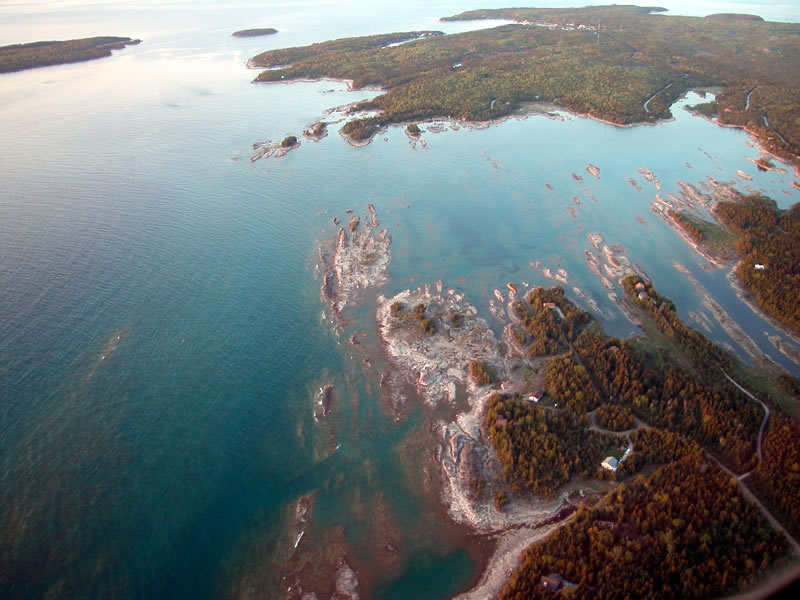
布魯斯半島的休伦湖沿岸

休伦湖（英語：Lake Huron）是北美洲五大湖之一，位于美国密歇根州和加拿大安大略省之间。休伦湖由早期法国探险者命名，名字来源于居住于附近地区的印地安人休伦族。

## 地理
休伦湖水面的海拔高度是176米，湖的平均深度为59米，面积59,600平方公里，蓄水量3,568立方公里，湖岸线长6,159公里。